# تندای آچیومه
تندای آچیومه (انگلیسی: E. Tendayi Achiume ) استاد حقوق آلیسیا مینا و مدیر سابق دانشکده مؤسسه حقوق بشر پرومیس در دانشگاه کالیفرنیا، لس آنجلس است. او از زمان انتصابش در سپتامبر ۲۰۱۷ تا نوامبر ۲۰۲۲، به عنوان گزارشگر ویژه سازمان ملل متحد در امور نژادپرستی، تبعیض نژادی، بیگانه هراسی و عدم مدارا مرتبط بود. او اولین زنی بود که از زمان ایجاد آن در سال ۱۹۹۳ به این سمت منصوب شد.

## سال‌های آغازین
او در زامبیا به دنیا آمده است. در دوران تحصیل یک معلم فیزیک الهام بخش داشت، و برای اولین بار به شغلی در فیزیک و مهندسی فکر کرد. او در کالج آتلانتیک در ولز حضور یافت، جایی که برای اولین بار به حقوق بین الملل علاقه مند شد. وی مدرک لیسانس خود را در دانشگاه ییل گرفت. او برای دکترای حقوقی خود به دانشکده حقوق ییل نقل مکان کرد، جایی که او همچنین گواهینامه مطالعات توسعه را به دست آورد. او در طول دوره آموزشی خود در زمینه مهاجرت بین المللی و حقوق پناهندگان تخصص داشت. او به ویژه به نقض حقوق بشر علیه پناهندگان زیمبابوه ای که به دنبال پناهندگی در آفریقای جنوبی بودند علاقه داشت. پس از اخذ مدرک دکترا، وی به آفریقای جنوبی نقل مکان کرد، جایی که او به عنوان منشی حقوقی برای دیکگانگ موزنکه و قاضی ایون موکگورو در دادگاه قانون اساسی آفریقای جنوبی کار کرد. او همچنین به عنوان مدرس در دانشگاه ویت واترز رند در آفریقای جنوبی فعالیت داشته است.

## فعالیت ها
در طول همه گیری کورنا، وی افزایش نژادپرستی و بیگانه هراسی را که در کنار این بیماری گسترش یافت، مورد مطالعه قرار داد.
در اکتبر ۲۰۲۳ وی به اتفاق سایر اساتید دانشکده های حقوق امریکا نامه ای خطاب به بایدن را امضا کرد که در این نامه از اقدامات اسراییل علیه مردم غزه انتقاد شده بود.